# Hymenophyllum dimidiatum
Hymenophyllum dimidiatum är en hinnbräkenväxtart som beskrevs av Georg Heinrich Mettenius och Oskar Kuhn. Hymenophyllum dimidiatum ingår i släktet Hymenophyllum och familjen Hymenophyllaceae. Inga underarter finns listade.